# Sestroretsk
Sestroretsk (russisk: Сестроре́цк; finsk: Siestarjoki, svensk: Systerbäck) er en russisk by på Det Karelske Næs. Den ligger ved udmundingen af åen Sestra ved Den Finske Bugt omtrent 34 kilometer nordvest for Sankt Petersborg. Byen har 45.697 (2023) indbyggere og ligger inden for den administrative grænse for Sankt Petersborgs føderale byområde.
Sestroretsk blev oprettet af Peter den Store i 1714, da en geværfabrik blev bygget på stedet. I 1812 blev bebyggelsen, sammen med resten af Grænsekarelen, forenet med det, som nylig var blevet Storfyrstendømmet Finland. I 1864 blev fabriksområdet overført til Rusland, og Finland fik i 1920 som kompensation Petsamo-området.